# Nausori
Nausori este un orășel cu circa 21.650 de locuitori situat pe insula  Viti Levu la circa 19 km est de Suva, capitala Fiji. Localitatea a fost întemeiată în anul 1931, ea este situată pe cursul râului Rewa care asigură orașului apa potabilă.